# Adagio en si menor (Mozart)
El Adagio para piano en si menor, K. 540, de Wolfgang Amadeus Mozart es una composición independiente para piano solo, escrita el 19 de marzo de 1788.

## Análisis
Consta de cincuenta y siete compases, y su duración depende en gran medida de cada intérprete, quien decide, entre otras cosas, si ejecutar los dos signos de repetición; por tanto, su interpretación puede durar entre seis y doce minutos. La tonalidad de si menor es poco frecuente en las composiciones de Mozart; aparte de esta pieza, Mozart la había usado solo en una obra instrumental: el movimiento lento del Cuarteto con flauta n.º 1 en re mayor (KV 285), y no la volvió a utilizar.